# Rentgenová tomografie
Rentgenová tomografie nebo dříve jen tomografie je metoda RTG vyšetření, stará řadu desetiletí. I dnes má ale své opodstatnění, což dokládá mimo jiné i fakt, že i moderní digitální RTG vyšetřovací systémy mají stále metodu implementovánu a jsou schopny toto zdánlivě obsoletní vyšetření provádět.

## Princip
Metoda spočívá v tom, že se při vyšetření pohybuje okolo pacienta jak zdroj záření, tedy rentgenka, tak i záznamové medium, tedy film, nebo záznamová kazeta u digitálních systémů, a to na opačné strany. Například pohybuje-li se zdroj doleva, pohybuje se film doprava. V obvyklém uspořádání je zdroj nad pacientem a film pod ním. Tím dojde k tomu, že v určité vzdálenosti mezi zdrojem a detektorem je vrstva tkáně, jejíž jednotlivé body se při tomto pohybu promítají stále na stejné místo na filmu/detektoru. 
Pouze tato vrstva bude zobrazena ostře, zatímco všechny vrstvy nad i pod budou rozmazané. Na získaném snímku je sice rušivé zastření oněmi rozmazanými vrstvami, ale řezy ve vybrané vrstvě jsou poměrně ostré. Před vynálezem a rozšířením počítačové tomografie byla tohle jediná metoda, jak získat zobrazení pouze nějaké vrstvy.
Poloha zobrazované vrstvy je dána poměrem pohybu zdroje a detektoru. Například pokud by se pohybovaly stejnou rychlostí, byla by to vrstva právě uprostřed nich. V praxi se rentgenka pohybuje rychleji a film pomaleji a zkoumaná vrstva s tím posunuje do blízkosti záznamového media, což dále zlepšuje ostrost. (Ostrost RTG snímků obecně stoupá s blízkostí RTG filmu, který bývá v intimní blízkosti pacienta a se vzdáleností rentgenky – čím je rentgenka dále, tím pro ostrost lépe) 
U běžných snímků lze mezi film a zkoumaný objekt vložit mřížku (například Buckyho clonu), která odstíní rozptýlené záření, které by na film dopadalo z jiných úhlů, nežli od rentgenky. Výsledkem je snímek, který je ostřejší a vypadá jako z obrazovky (je patrné velmi jemné řádkování od uvedené clony). Je to ovšem možné jen v případě že je zdroj RTG záření dostatečně daleko od filmu (a clony). Navíc musí být objekt ozářen (osvícen) jen ze směru kolmém na onu clonu a film, z čehož plyne, že pro tomografii to použít nelze.
U původních systémů byl film a rentgenka spolu spojeny jedním ramenem na společné ose a tím se docílilo kýženého pohybu. Posouváním pacienta nahoru, nebo dolů na vyšetřovacím lůžku se docilovalo změny polohy vyšetřované vrstvy. V dnešních přístrojích spolu zdroj a detektor spojeny již nejsou, a jejich pohyb se realizuje motorovým posunem řízeným počítačem.

## Použití
Vyšetření se používá v dnešní době například pro vyšetřování drobných kůstek v zápěstí, pokud běžný snímek neprokáže změny a pacient má klinické obtíže ukazující na postižení skeletu, zejména pokud není dostupné vyšetření na CT. Alternativní metodou je i zde výpočetní tomografie, která ale stále není všude dostupná, zatímco toto vyšetření lze snadno provést jak na běžných přístrojích starých několik desetiletí, tak i na současných digitálních RTG vyšetřovacích systémech.